# Fort Kongensteen
Fort Kongensteen (dänisch für Fort Königsstein), auch Fort Ada genannt, war ein befestigter Militärposten am rechten Ufer der Volta-Mündung im heutigen Ghana. Das Fort war vom Zeitpunkt seiner Erbauung, welche am 15. Oktober 1783 begann, bis 1850 im Besitz Dänemarks. 1850 ging es in britischen Besitz über, in dem es bis zur Unabhängigkeit Ghanas verblieb.

## Geografische Lage

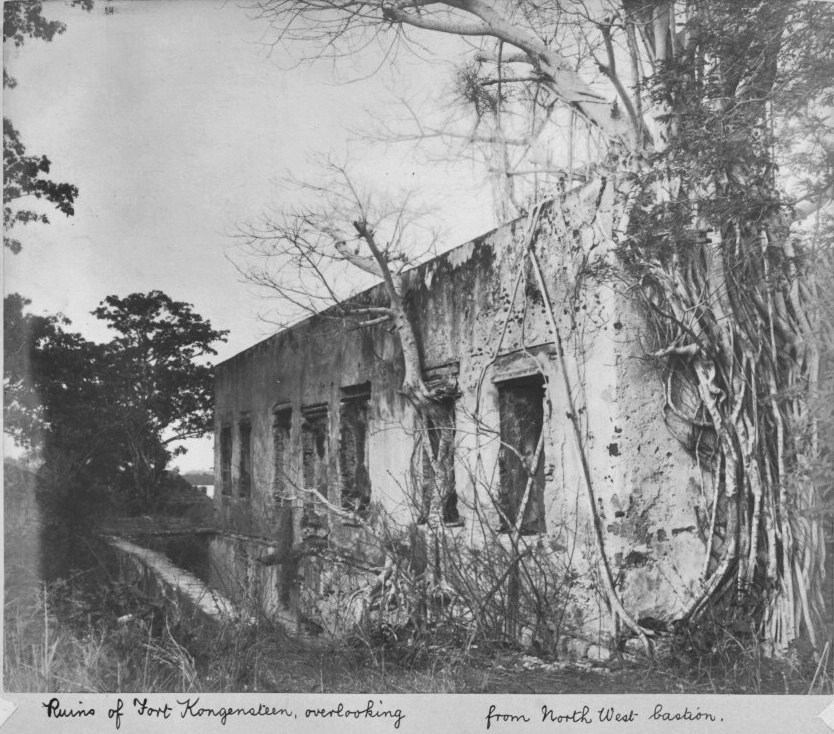
Im Innern der Ruinen des Forts Kongensteen, 1890er

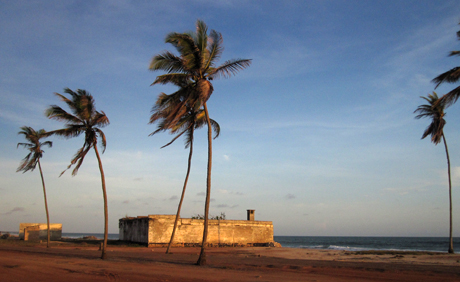
Die heutigen Überreste des Fortes Kongensteen bei Ada (?), Oktober 2010

Der Name Ada, den das Fort allgemein trug, geht auf das in angrenzender Nachbarschaft gelegene Dorf Ada zurück. Ada hieß zum Zeitpunkt der Forterbauung eigentlich Tuberku und ist weitgehend mit der heutigen Ortschaft Ada Foah identisch. Ada war die Hauptlokalität eines sich ethnisch und territorial definierenden Gemeinwesens, das ebenfalls als Ada bezeichnet wurde. Das Territorium von Ada erstreckte sich entlang der Uferbereiche der rechten Voltaseite bis zum Rand der landeinwärts befindlichen Berge sowie über einige nahegelegenen Inseln im Volta-Delta.
Das Fort war an einem strategisch sehr bedeutsamen Punkt errichtet worden, von dem aus sowohl der Wirtschaftsverkehr auf dem Volta als auch wichtige Handelswege in den ufernahen Gebieten kontrolliert werden konnten. Die Gegend war zu der damaligen Zeit ein bedeutendes Zentrum der Salzgewinnung. Das hier gewonnene Salz wurde insbesondere in Richtung Norden gehandelt, wo es zumeist nach Kete Krachi und Salaga gebracht wurde und von hier aus hauptsächlich nach Asante oder in den Transsaharahandel gelangte. Die Transportwege zwischen der Ada-Region und den Märkten des Nordens verliefen dabei sowohl über Land als auch auf dem Volta, sofern eine friedliche Passage nicht durch kriegerische Ereignisse o. ä. eingeschränkt war.

## Geschichte des Forts

### Vorgeschichte
In unmittelbarer Nähe der Stelle, an welcher Fort Kongensteen errichtet wurde, hatte zuvor, d. h. noch in den 1770ern, eine niederländische Faktorei existiert. Zur gleichen Zeit hatte sich auf der in der Nachbarschaft befindlichen Ada-Insel auch eine dänische Faktorei befunden.
Auf der Ada-Insel hatte es bereits im 16. Jahrhundert einen portugiesischen Handelsposten gegeben. Nach dem Abzug der Portugiesen befand sich hier Ende der 1650er schon einmal ein dänischer Handelsposten, der allerdings später wieder aufgegeben wurde.
Zwischen den Adas und den benachbarten Anlos, die hauptsächlich das gegenüberliegende östliche Volta-Ufer bewohnen, gab es in der Vergangenheit sehr häufig Kriege, die wahrscheinlich im Handelsneid begründet lagen.
Es scheint, dass die Feldzüge der Anlos besonders in den 1760ern und frühen 1770ern äußerst erfolgreich gewesen waren, denn als sie 1776 erneut ihren Erzrivalen Ada angriffen, waren in der Anlo-Streitmacht auch zahlreiche Hilfskontingente vertreten, die von benachbarten Bündnisgenossen gestellt worden waren und welche an den Beutezügen teilhaben wollten. Der Angriff der Anlos auf Ada 1776 erfolgte des Nachts und überraschte die Einwohner im Schlaf. Man ging dabei mit äußerster Brutalität vor. Aufgegriffene Ada-Bewohner wurden entweder getötet oder gefangen genommen, manchen gelang es jedoch zu den Dänen in das nahegelegene Fort Fredensborg zu flüchten. Die Häuser in und um Ada wurden ausgiebig geplündert und niedergebrannt, die Gefangenen in die Sklaverei verkauft und das Land weitgehend verwüstet hinterlassen.
Wahrscheinlich infolge dieser Ereignisse und aufgrund der Gewissheit, dass mit militärischer Unterstützung zum Schutze der Niederlassung nicht zu rechnen war, gaben die Niederländer in dieser Zeit ihre Niederlassung in Tuberku auf, spätestens jedoch nach den Ereignissen von 1779. In diesem Jahr 1779 griffen die unter niederländischer Oberhoheit stehenden Gruppen aus Accra und Umgebung das unter dänischer Oberhoheit stehenden Osu an und brannten es nieder. Zudem war Osu damals auch der Ort eines regional sehr bedeutsamen Hauptheiligtums, was zur Folge hatte, dass zahlreiche der umliegenden Stämme gegenüber den Accraern eine feindliche Haltung einnahmen. Da die Accraer bei diesem Feldzug auch holländische Unterstützung erhalten hatten, richteten sich die Feindseligkeiten der überfallenen Küstenvölker in der Folgezeit in erster Linie gegen alles Holländische. Die Holländer sahen sich bereits kurze Zeit später gezwungen, ihre Handelsloge bei Tema und ihr kleines Fort bei Ponny fluchtartig zu verlassen. Auch die holländische Niederlassung in Ada, sofern sie überhaupt noch existiert hat, wäre von nun an nur noch ein kleiner isolierter Außenposten in feindlich gesinnter Umgebung gewesen, von der benachbarten Präsenz der ohnehin feindselig eingestellten Dänen ganz zu schweigen.
Indessen gingen im Ada-Gebiet die Auseinandersetzungen weiter. In den Folgejahren versuchten die Anlos mehrfach, die dänische Loge auf der Ada-Insel einzunehmen und zu plündern, was ihnen jedoch nicht gelang.
Der Handel von und nach Ada, der ohnehin durch die ständigen Kriegsereignisse keinen nennenswerten Umfang gehabt hatte, kommt im Jahre 1782 fast völlig zum Erliegen. Die dänischen Karawanen, die über Land nach Christiansborg oder Keta gingen (auf der Ostseite der Voltamündung gelegen) wurden für gewöhnlich geplündert und ihre Begleitung gefangen genommen und an die anderen europäischen Nationen als Sklaven verkauft.
Ada wäre wohl für immer zerstört geblieben und die Dänen begannen schon, ihre Faktorei auf der Ada-Insel wieder zu räumen, als die dänische Regierung in Kopenhagen sich entschloss, anhand der sich immer mehr zuspitzenden Lage in Europa, ihre Präsenz auf der Goldküste zu stärken, um sie nicht als leichte Beute in einem eventuellen Kriegsfall an eine andere Macht zu verlieren. So beschloss man, das militärische Personal auf der Goldküste aufzustocken, um hier Stärke zu zeigen. Gleichzeitig sollte die bedrohte Faktorei auf der Ada-Insel durch ein nahegelegenes befestigtes Fort geschützt werden, das nach seiner Fertigstellung als wichtiger strategischer Außenposten gleichzeitig auch den Handel auf dem Volta und im unmittelbaren Küstenhinterland sichern sollte.
Die Entscheidung der dänischen Regierung war vor allem auch eine Folge der Ereignisse des Vierten Englisch-Niederländischen Krieges, dessen Kampfhandlungen auch auf der westafrikanischen Goldküste stattfanden. Hinzu kam, dass der dänische Gouverneur, obwohl Dänemark offiziell kein Kriegsteilnehmer war, die Situation insofern ausnutzte, als dass er die Gelegenheit wahrnahm, um sich der ungeliebten holländischen Konkurrenz in seiner Nachbarschaft zu entledigen. Er ließ 1782 kurzerhand die kleineren Forts der Holländer bei Tema, Ponny und Teshie gewaltsam besetzen.
Ein weiterer Umstand, der mit Sicherheit zur erwähnten Entscheidung der dänischen Regierung beigetragen haben dürfte, besteht darin, dass Accra (einschließlich Niederländisch-Accra), Orsu (Ursue, Osu), Labode (Labadi), Krobo, Tema, Ningo, Ada und weitere Staaten der östlichen Goldküste im Januar 1782 die dänische Oberhoheit offen anerkannten.
Was die Angelegenheit mit den Anlos anbelangte, so versuchte man seitens des dänischen Gouvernements, sich irgendwie friedlich mit den Anlos zu einigen, indem man den Anlos großzügige Geschenke überbringen ließ für die Genehmigung zur Errichtung und den Schutz einiger in ihren Ländereien beabsichtigten Handelsposten. Das dänische Gouvernement sah in der Akzeptanz dieser Geschenke vor allem eine Art Tributzahlung an die Anlos, die aber auch gleichzeitig als Anerkennung der dänischen Oberherrschaft gewertet wurde.
Allerdings gingen die dänischen Offiziellen dabei nicht besonders klug vor, denn sie setzten ihrem Freundschaftsangebot eine Drohung hinzu. Man gab zu verstehen, dass man sich mit anderen ansässigen Nationen, die ohnehin den Anlos gegenüber nicht sehr freundlich eingestellt waren, zu einem gemeinsamen militärischen Bündnis zusammenschließen und anschließend Anlo bekriegen werde, wenn man von der Anlo-Seite die Feindseligkeiten nicht einstellen würde. Um den Ernst ihrer Absicht zu unterstreichen, zog man in der Nähe tatsächlich einige Truppen zusammen, was den Anlos nicht verborgen bleiben konnte. Auf der Anlo-Seite sah man ein, dass es den Dänen in dieser Angelegenheit wirklich Ernst war und entsandte eine Delegation zu den Dänen, die Verhandlungen über eine friedliche Einigung anbot. Man versprach friedlich zu bleiben, wenn man am Handel teilhaben dürfe. Die Dänen verlangten für die Erhaltung des Friedens, dass die Anlos zwei Kinder ihrer vornehmsten Männer zu ihnen als Geiseln stellen würden, was man dann auch tat. Allerdings war dies nur eine taktische Maßnahme, um Zeit zu gewinnen, die Saat für den nächsten Krieg, der diesmal auch eine europäische Nation mit einschließen sollte, war bereits gelegt.

### Grundsteinlegung
Die Grundsteinlegung für Fort Kongensteen fand in einer feierlichen Zeremonie durch den damaligen Gouverneur für die dänischen Besitzungen an der Guineaküste, Major Jens Adolf Kjöge, am 15. Oktober 1783 statt.

### 1784

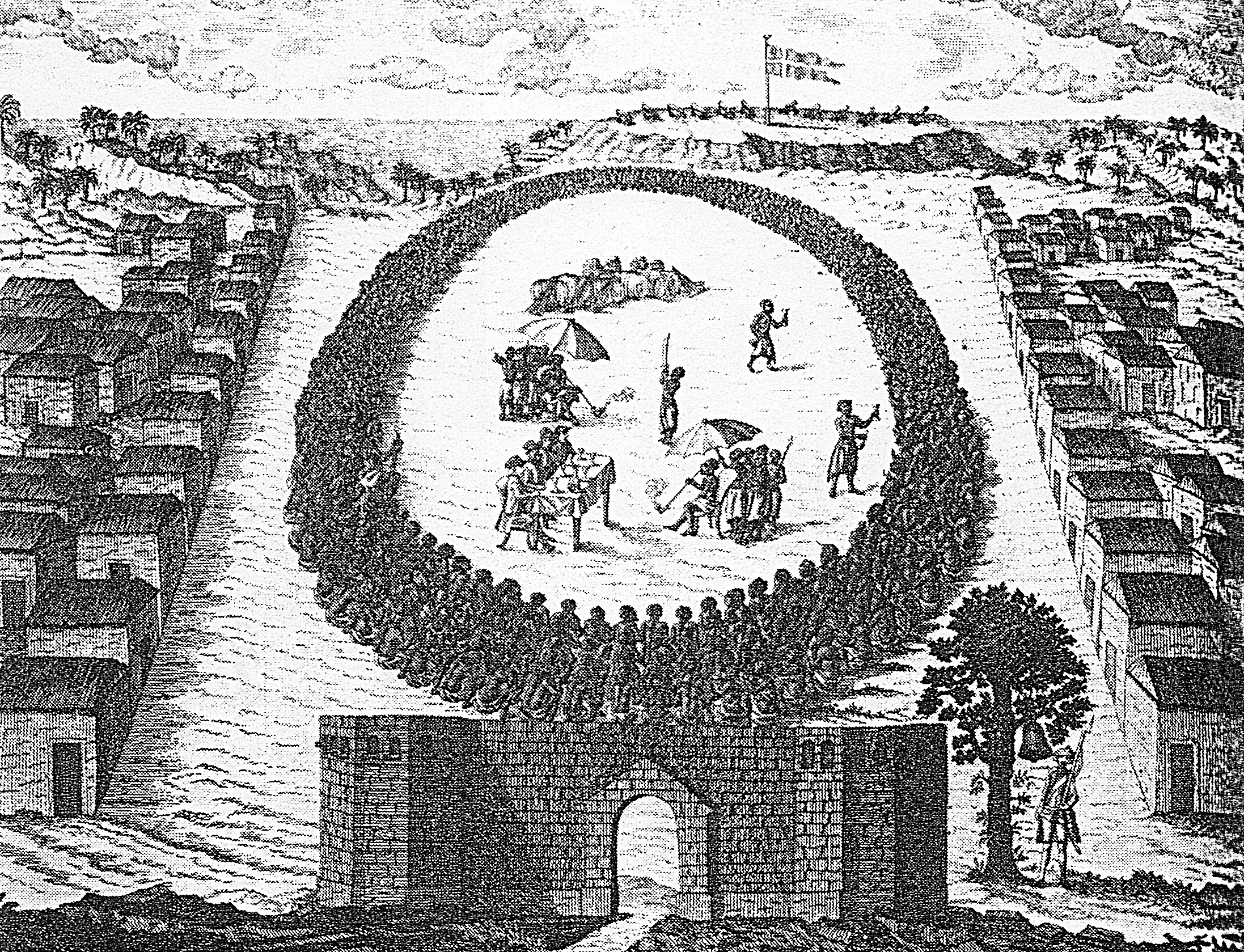
Historische symbolisierte Darstellung der Versammlung auf Fort Kongensteen am 14. Februar 1784

Bereits zum Zeitpunkt der Grundsteinlegung hatten Spione berichtet, dass sich die Anlos auf einen neuen Feldzug vorbereiten würden, der sich mit Sicherheit auch gegen die Dänen richten würde. Die Dänen ersuchten daraufhin bei allen ihrer Verbündeten um Unterstützung. Am 14. Februar 1784 wurde daraufhin in dem noch teilweise im Bauzustand befindlichen Fort Kongensteen eine denkwürdige Versammlung abgehalten, in der das gemeinsame Bündnis zwischen Dänemark und Accra, Osu, Krobo, Akwapim und weiteren, am Volta ansässigen Nationen bekräftigt wurde. Auf diesem Meeting waren anwesend: von der dänischen Seite Gouverneur Kjöge, Gouvernementsarzt Isert und drei weitere Offiziere, daneben Häuptlinge wie Otho als oberster Häuptling von Accra, Naku als oberster Häuptling von Osu (Orsu), Atiambo als „Herzog von Aquapim“, und einigen weiteren neben einigen Priestern des bedeutenden Heiligtums zu Malphi. Die Versammlung bestand ca. aus 500 Leuten. Gemeinsam wurde ein militärisches Bündnis besiegelt und der Beschluss zu einem Feldzug gegen die Anlos gefasst, wobei Otho zum militärischen Führer einer gemeinsamen Streitmacht erwählt wurde, die mit dänischer Unterstützung Anlo bekriegen sollte. (s.Abb.)
Am 21. März 1784 hielten die Dänen offiziell feierlichen Einzug in ihr neuerbautes Fort Kongensteen, das von nun an eine ständige militärische Garnison besaß.

### 1793
Im Jahre 1793 ist die Situation für die Dänen auf der Goldküste ausgesprochen brenzlig. Das Fort Christiansborg in Osu ist teilweise Ruine, Fort Kongensteen von der Außenwelt abgeschnitten und auf sich allein gestellt und Fort Prindsensteen im Belagerungszustand und kann nur von der Seeseite aus erreicht werden. Dennoch können sich die Dänen in dieser Zeit in ihren Forts behaupten.

### 1807
Zwischen Großbritannien und Dänemark bricht 1807 Krieg aus. Auf der Goldküste bleibt es jedoch zwischen beiden Nationen mehr oder weniger friedlich und es kommt zu keinerlei größeren Kampfhandlungen. Dies lag vor allem in der Anwesenheit einer größeren Aschanti-Armee an der Küste begründet, aber nicht zuletzt war dies auch der umsichtigen Politik der dänischen Autoritäten zuzuschreiben. Die Briten erlaubten sich zwar allerhand provokative Handlungen gegenüber den Dänen, die normalerweise zu ernsthaften politischen Verstimmungen geführt hätten, aber solange man sich nicht gezwungen sah, sich der ohne Zweifel viel größeren Übermacht der Briten militärisch stellen zu müssen, nahm man jede Gelegenheit wahr, um irgendwelchen Kampfhandlungen aus dem Weg zu gehen. Auch wurde in dieser Zeit von dänischer Seite aus versucht, den Kontakt nach Asante zu intensivieren, um den Asantehene eventuell zu einer gemeinsamen anti-britischen Allianz zu gewinnen.

### 1811
Anfang 1811 marschiert eine große Aschanti-Armee unter der Führung des Generals Apoku (Oppoccu) durch Akim in Richtung Küste. Unterwegs lieferte man sich mehrere Schlachten, bei denen die Aschanti einige Verluste hinnehmen mussten, besonders in Akwapim. Hier war man zunächst auf nur wenig Widerstand gestoßen, da die meisten Einwohner vor den anrückenden Aschanti geflohen waren. Der größte Teil war zwar ins Fanti-Gebiet geflüchtet, viele von ihnen gingen aber auch in die benachbarten Krobo-Berge, die eine starke natürliche Verteidigungsposition boten. Der Okuapehene Quaw floh mit seiner Familie nach Ada vor die Tore des Forts Kongensteen. Apoku hatte mit seiner Armee jedoch schon bald die Berge unter seiner Kontrolle und wandte sich von hier aus in Richtung Ada in Verfolgung des hierher geflüchteten Akwapim-Königs. Als die Bewohner von Ada erfuhren, dass die Aschanti auf ihre Stadt zumarschierten, flüchteten sie auf die Ada-Insel im Volta, während sich König Quaw auf geheimen Pfaden zurück nach Akwapim begab. In Ada eingetroffen, plünderten die Aschanti zunächst die Stadt. Apoku verhandelte zunächst mit den Bewohnern auf der Insel hinsichtlich einer Auslieferung des Okuapehene. Der Nachricht, dass Quaw nach Akwapim zurückgekehrt sei, schenkte Apoku keinen Glauben. Die Dänen auf Fort Kongensteen behandelten die Aschanti jedoch mit höflicher Freundlichkeit, was Fortkommandant Flindt mit einigen Geschenken und Gesten der Freundlichkeit für den Aschantigeneral honorierte. Er erlangte bei den Aschanti-Offizieren sogar soviel Vertrauen, dass er einen täglichen Spaziergang zu ihnen machte, um sich mit ihnen über das eine oder andere zu unterhalten.
Am 2. April 1811 schließlich, früh am Morgen, begann die Aschanti-Armee wieder abzurücken, jedoch nicht ohne zuvor die Stadt Ada in Brand gesteckt zu haben. Ohne den Verdacht einer möglichen Gefahr, ging auch diesmal Kommandant Flindt wieder hinaus vor die Tore des Forts, um mit Apoku zu sprechen, nur diesmal wurde er gezwungen, mit der abrückenden Aschanti-Armee mitzumarschieren. Kommandant Flindt war aber im Allgemeinen von Apoku und seinen Hauptleuten gut behandelt worden, während er vom gewöhnlichen Fußvolk häufig beleidigt wurde. Flindt verbrachte die Zeit überwiegend an der Seite des Generals und wenn ein Lager aufgeschlagen wurde, hatte er auch immer eine eigene Hütte oder ein eigenes Zelt. Auch beim Marsch waren einige Mann als Träger für ihn abgestellt. Trotz der Freundlichkeit und Aufmerksamkeit ihm gegenüber war jedoch Apocu nicht geneigt, den Dänen wieder freizulassen ohne die Zahlung der geforderten Summe von 50 Unzen Gold in Form von europäischer Handelsware. Das Gouvernement bezahlte schließlich den geforderten Betrag und Kommandant Flindt wurde am 2. September 1811 wieder in die Freiheit entlassen. Wenn man noch die Geschenke und verschiedene andere Aufwendungen hinzurechnet, die Herr Flindt zu tätigen genötigt war, dann erhöht sich diese Summe etwa auf das Doppelte, den er als Preis für einen unbedachten Ausflug zahlen musste, von den sonstigen Strapazen einmal abgesehen.

### Verfall der politischen Macht
Dänemark sah sich 1813 gezwungen, den Staatsbankrott zu erklären. Dieses war verursacht worden durch die große Masse an Papiergeld, die zuvor im Umlauf gebracht worden war und dessen Volumen sich zum Zeitpunkt des Staatsbankrotts auf einen Wert von 140 Mio. Reichstalern bezifferte. Der Rigsdaler wurde als Währung abgeschafft und im Verhältnis 1:6 durch die Rigsbankdaler der neu gegründeten Nationalbank ersetzt.
Der dänische König Frederick VI. erließ im Jahre 1834 eine Resolution, nach welcher u. a. die dänischen Garnisonen auf Kongensteen und Prindsensteen auf der Goldküste stark verkleinert werden sollten, so dass auf diesen Forts nur noch ein einzelner europäische Soldat verbleiben solle. Die Folge davon war, dass um die dänischen Niederlassungen allgemein der Sklavenhandel wieder aufblühte, da die Dänen ohnehin nicht mehr in der Lage waren, dagegen einzuschreiten.

### Übergabe an die Briten
Mit Verkündung der neuen Verfassung am 5. Juni 1849 war auch der Entschluss gefällt worden, dass Dänemark alle seine afrikanischen Besitzungen aufgeben und verkaufen solle. Es wurden Verhandlungen mit Großbritannien und den Niederlanden geführt und schließlich verkaufte man im Sommer 1849 alle dänischen Forts auf der Guineaküste für 10.000 britische Pfund Sterling an Großbritannien.
Anfang 1850 wurde Fort Kongensteen, zusammen mit den anderen dänischen Besitzungen auf der Guineaküste auch, an Großbritannien übergeben. Am 30. März 1850 wurde die letzte dänische Flagge auf der Goldküste eingeholt.